# 拉德吉·凯塔
拉德吉·凯塔 （Ladji Keita，1983年4月29日—，出生于达喀尔） 是一名已退役塞内加尔籍的足球运动员，最後效力于安哥拉足球甲級聯賽球队卢安达石油。他在场上的位置是中锋。凯塔经曾于法乙联赛、葡超联赛、塞甲联赛和中超联赛效力，并帮助葡超球队布拉加进军欧洲联赛32强，并最终获得亚军。
2011年，北京国安队主教练帕切科在联赛开始前就试图引进凯塔，但未能如愿。之后俱乐部和帕切科并未放弃，7月4日，国安俱乐部最终与其签约，并且与之前表现出色的外援前锋罗贝托解约。7月10日北京国安主场迎战江苏舜天，凯塔进入大名单，并在比赛进行到第18分钟的时候替换受伤的小马丁内斯出场。随后凯塔为国安赢得了任意球，并由徐亮罚入。赛后国安俱乐部对他的表现表示认可。 2011赛季结束后凯塔没有获得北京国安的永久转会合同而回归布拉加，他很快又被租借到另一支葡超球队国民半个赛季。